# Vrij België
Vrij België was een Vlaams weekblad dat verscheen van augustus 1915 tot einde november 1918, ten tijde van de Eerste Wereldoorlog. Het werd in Den Haag gedrukt en was "overal en nergens" verkrijgbaar.

## Geschiedenis
Het werd door Frans Van Cauwelaert en Julius Hoste jr. uitgegeven als reactie op het feit dat De Vlaamsche Stem, waar zij initieel aan meewerkten, in 1915 in handen kwam van de Nederlander Carel Gerretson en door Duits kapitaal werd rechtgehouden.

## Inhoud
Van Cauwelaert en Hoste zagen de oplossing van het Vlaamse vraagstuk in een Belgische context en dat was de onderliggende toon in Vrij België.
De houding was:
- onvoorwaardelijke trouw aan de unitaire Belgische staat,
- afwijzing van elke hulp vanwege de vijand,
- het Vlaamse zelfbewustzijn versterken,
- elke inmenging in de Vlaamse kwestie vanuit het buitenland veroordelen,
- veroordeling van het activisme,
- behoud van de Belgische neutraliteit en de vrijhandel na de oorlog.

## Medewerkers
Vrij België kon rekenen op de medewerking van talrijke Vlamingen die zich tijdens de oorlog in Nederland bevonden.
Frans Van Cauwelaert, met meer dan 120 hoofdartikels, en Hoste waren de drijvende krachten.
Naast hen vond men de handtekening van onder meer Ernest Claes, Gustaaf Sap, August Van Cauwelaert, Aloïs Janssens, Emiel Hullebroeck, Alfons Van de Perre, Huib Hoste, Leo van der Essen, Abraham Hans, Gabriël Opdebeeck, Edward Peeters, André de Ridder, Arthur Buysse, Paul De Keyser, René Verdeyen, Johan de Maegt en Daan Boens.

## Archief
Een volledige verzameling van het weekblad Vrij België bevindt zich in het Liberaal Archief